# Klucznik (województwo warmińsko-mazurskie)
Klucznik (niem. Klutznick, 1938–1945 Klausen) – wieś w Polsce położona w województwie warmińsko-mazurskim, w powiecie olsztyńskim, w gminie Barczewo. Miejscowość wchodzi w skład sołectwa Odryty.
W latach 1975–1998 miejscowość administracyjnie należała do województwa olsztyńskiego. Wieś znajduje się w historycznym regionie Warmia.